# Brick (chanson)
Pour les articles homonymes, voir Brick.
Brick est une chanson interprétée par Ben Folds Five dans leur album de 1997 Whatever and Ever Amen. Les paroles, écrites par Ben Folds, racontent l'histoire de son ancienne petite amie, qui dut subir un avortement lorsqu'ils sortaient ensemble. Le refrain a été composé par le batteur du groupe, Darren Jessee. 
Brick a été l'un des plus grands succès de Ben Folds Five, gagnant beaucoup de temps à la radio de grande écoute aux États-Unis, au Royaume-Uni et en Australie en 1998. La chanson a été décrite comme « la plus triste mélodie dans le plus beau accord », en raison de son accord en D mineur.   